# Egan Motor Body Works
Egan Motor Body Works war ein australischer Hersteller von Karosserien und Automobilen.

## Unternehmensgeschichte
Das Unternehmen aus Geelong stellte bereits seit 1916 Karosserien her. Ein Abnehmer war die Ford Motor Company of Australia. So entstanden alleine bis 1930 etwa 8000 Karosserien. 1935 begann die Produktion von Automobilen. Im gleichen Jahr wurden auf der Automobilausstellung Melbourne Motor Show viele Aufträge entgegengenommen. Der Markenname lautete Egan. Im Folgejahr endete deren Produktion. Insgesamt entstanden zwei Fahrzeuge.

## Fahrzeuge
Die Basis bildete ein stabiles Fahrgestell. Ein Sechszylindermotor von Lycoming mit 80 PS Leistung trieb die Fahrzeuge an. Die Achsen stammten von Columbia und die Bremsen von Bendix. Das Dreiganggetriebe war synchronisiert. Die viertürige Limousine war aerodynamisch geformt und ähnelte dem Chrysler Airflow.